# 河原 (市川市)
河原（かわら）は、千葉県市川市にある町名。郵便番号は272-0101。

## 地理
千葉県千葉市から約25km圏内にあり、東京駅からは約20km圏内にある。
地区の西は旧江戸川を挟んで東京都江戸川区篠崎・東篠崎と接し、北は江戸川を挟み稲荷木に、東は妙典に、南は下新宿に接する。

### 境界未定地域
一部に東京都江戸川区と千葉県市川市の間での境界未定地域がある。
本来、東京都と千葉県の境界は江戸川の中心線を基準にして決められていたが、1919年に江戸川放水路が開削され、1943年に江戸川水門が竣工した際に旧江戸川（元・江戸川本流）の流路が西寄りに変わり、境界部が陸地となった。そのため、元の境界を維持すべきと主張する江戸川区と新たに境界を引き直すべきと主張する市川市の間で意見がまとまっていない。
地方自治法によれば従来の河川の位置を行政区域と認めており、法的には江戸川区側の主張が道理であると考えられる一方、現状として地続きになっているのは市川市側であり、両者は協議を重ねているが主張は平行線をたどり現在に至る。
そのためこの地域は「河原番外地」と呼ばれ、国土交通省関東地方整備局江戸川河川事務所河口出張所は江戸川区、江戸川河川敷野球場11号・12号・13号は市川市が管理をしている。また、消防の管轄も河口出張所周辺は東京消防庁、野球場周辺は市川市消防局となっている。
ただし「河原番外地」に住民はおらず、施設としては江戸川区が管理する江戸川河川事務所河口出張所があるだけで、両自治体はゴミ対策などでも協力関係にあり関係は良好である。

## 世帯数と人口
2020年（令和2年）4月30日現在の世帯数と人口は以下の通りである。
| 町丁 | 世帯数  | 人口   |
| ---- | ------- | ------ |
| 河原 | 594世帯 | 1203人 |
| 計   | 594世帯 | 1203人 |

## 小・中学校の学区
市立小・中学校に通う場合、学区は以下の通りとなる。
| 町丁 | 番地 | 小学校             | 中学校             |
| ---- | ---- | ------------------ | ------------------ |
| 河原 | 全域 | 市川市立妙典小学校 | 市川市立第七中学校 |

## 交通
- 道路
  - 千葉県道6号市川浦安線（行徳街道）
    - 行徳橋

  - 千葉県道6号市川浦安線（行徳バイパス）
    - 新行徳橋
- 路線バス
  - 京成バス千葉ウエスト
    - 浦安01：浦安駅 - 本八幡駅
    - 浦安03：新浦安駅 - 本八幡駅
    - 浦安04：行徳駅 - 本八幡駅
    - 市川04：行徳駅→市川駅（朝のみ）

## 施設
- ローソン市川行徳橋店
- 江戸川河川敷野球場11号・12号・13号
- 新宿前公園
- 春日神社
- 河原春日神社
- 正源寺
- 養福院